# Juan Sabines Guerrero
Juan Sabines Guerrero, né le 20 août 1968 à Tepetlaoxtoc de Hidalgo, dans l'État de Mexico, est un homme politique mexicain, gouverneur de l'État du Chiapas de 2006 à 2012.

## Biographie

### Fonctions politiques
Le 20 août 2006, il est élu gouverneur de l'État du Chiapas, fonction qu'il occupe du 8 décembre 2006 au 8 décembre 2012,.